# Knight Force
Knight Force es un videojuego desarrollado por Titus Software. Está ambientado dentro del subgénero literario perteneciente a la espada y brujería, de inspiración en la serie Dungeons & Dragons. El videojuego se enmarcó en el clásico arcade de videoaventura. Se desarrolló indistintamente para varias plataformas de la época como Amiga, Atari ST o Amstrad CPC. También fue desarrollado para Compatible IBM PC.

## Argumento

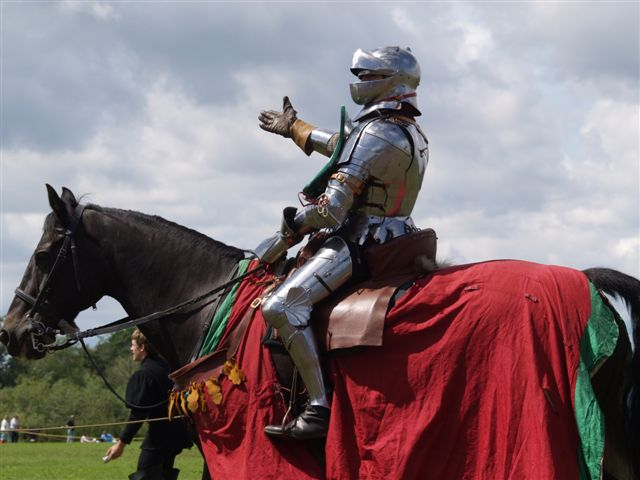
Fair Strom es un caballero que debe viajar a través del tiempo para destruir a los cuatro clones del malévolo hechicero Red Sabbath. En la imagen, persona portando el atuendo de un caballero medieval, similar al de Fair Storm.

La historia del videojuego giró en torno al reino de Belloth, una nación de inteligencia superior que poseía el secreto de los viajes a través del tiempo. Tan sólo el rey Helias tenía el poder de usarlo. Fair Storm, hijo de Helias, fue destinado a guardar ese poder. 
Cuando el rey Helias muere, Fair Storm se enfrenta a una difícil situación: la princesa Tanya ha sido secuestrada por el malvado hechicero surgido de las montañas malditas, Red Sabbath. La estrategia del hechicero es sencilla: capturar a la princesa para enfrentarse a Fair Storm y, así, robarle las llaves espacio-temporales para gobernar el tiempo a su voluntad. Pero para ello, Red Sabbath ha conseguido dividirse en cuatro clones con el objetivo de enfrentarse a Fair Storm en las cuatro zonas temporales que domina: la prehistoria, la ciudad de Nueva York del presente, el futuro y la era mística.

## Jugabilidad
El jugador de Knight Force encarna al caballero y príncipe Fair Storm con la misión de salvar a la princesa Tanya de las garras del malvado hechicero Red Sabbath, a través de cuatro zonas espacio-temporales que albergan pasado, presente y futuro. Durante el videojuego, el jugador debe recoger los amuletos mágicos diseminados por esas cuatro zonas temporales para derrocar finalmente a Red Sabbath.

## Desarrollo
El videojuego fue desarrollado por la distribuidora francesa Titus Software antes de su desaparición tras la fusión con Interplay Entertainment.